# Safo Marko
Safo Marko też jako: Safije Çelo (ur. 28 marca 1925 w Salonikach, zm. 26 sierpnia 2012 w Tiranie) – albańska malarka i graficzka, matka Jamarbera Marko.

## Życiorys
Była córką urzędnika państwowego Shefqeta Çelo i jego żony Shazije. Otrzymała muzułmańskie imię Safije, które zmieniła po ślubie na Safo. Kształciła się w Instytucie dla Dziewcząt Nëna Mbretëreshë w Tiranie. W tym czasie rozwijała swój talent plastyczny pod kierunkiem rzeźbiarki Kristiny Hoshi. Nauki nie ukończyła, po śmierci ojca w roku 1942 przyłączyła się do jednego z oddziałów Armii Narodowo-Wyzwoleńczej. Po zakończeniu wojny, w 1945 podjęła pracę spikerki w Radiu Tirana, a jednocześnie malowała plakaty, prezentowane w czasie świąt państwowych. Była także ilustratorką czasopism dziecięcych (Fatosi, Pionieri) i książek dla dzieci. Początkowo jej prace powstawały w domu, na zlecenie. Po uzyskaniu etatu w wydawnictwie państwowym “Naim Frashëri”, zajęła się projektowaniem okładek do książek. Jej dziełem było ponad tysiąc projektów okładek. W wydawnictwie pracowała do momentu przejścia na emeryturę. W 1957 została przyjęta do Ligi Pisarzy i Artystów Albanii. Zmarła po długiej chorobie w 2012, została pochowana na cmentarzu Sharre w Tiranie.

## Twórczość
Po raz pierwszy zaprezentowała publicznie swoje obrazy w ramach wystawy zbiorowej artystów albańskich w roku 1956. Pierwszą wystawę indywidualną prac Marko otwarto w roku 1962 w Klubie Pisarzy i Artystów w Tiranie. Większość jej dzieł stanowią portrety - malowała robotników, postacie historyczne, ale także osoby z kierownictwa Albańskiej Partii Pracy (Nexhmije Hoxha, Mehmet Shehu). Kolekcję 20 prac Safo Marko zgromadziła Narodowa Galeria Sztuki w Tiranie, większość jej prac znajduje się w zbiorach prywatnych. W 1965 otrzymała nagrodę państwową za plakat upamiętniający 20 rocznicę powstania Sigurimi. W 2008 w Galerii Zenit otwarto największą wystawę prac malarki, prezentowano na niej 40 płócien.

## Życie prywatne
Była żoną pisarza Petro Marko, prześladowanego przez władze komunistyczne. Miała dwoje dzieci - córkę Aranitę oraz syna Jamarbera (zm. 2010), który w roku 1975 został uwięziony i skazany za "uprawianie propagandy kontrrewolucyjnej". W opinii Maksa Velo Safo Marko była tajną współpracowniczką Sigurimi o pseudonimie Sh i donosiła na osoby ze środowisk twórczych, przyczyniając się do ich skazania.